# Elisenda Pucurull i Caldentey
Elisenda Pucurull i Caldentey (Barcelona, Barcelonès, 27 d'abril de 1964) és una atleta i maratoniana catalana.
Elisenda Pucurull, filla de Miquel Pucurull Fontova, de qui heretà la seva afició atlètica, ha estat una atleta que ha destacat com a fondista i maratoniana.
Va convertir-se en campiona de Catalunya de marató en tres ocasions consecutives, els anys 1989, 1990 i 1991, i va guanyar la Marató de Catalunya-Barcelona el 1990. Com a destacada atleta, també va guanyar la Marató de València tres vegades, i la Marató de Sant Sebastià, en la qual va aconseguir la millor marca personal en 2:40:51. Formant part de la selecció espanyola va participar en la Copa del Món de marató. El 1989 també va guanyar la Cursa de la Mercè de Barcelona.